# 社会情動的選択性理論
社会情動的選択性理論（しゃかいじょうどうてきせんたくせいりろん）は、スタンフォードの心理学者Laura L. Carstensenによって提唱された。これは、生涯にわたるモチベーションについての理論である。この理論によれば、人生の残り時間が少なくなると、人々は通常、強い選択を行うようになり、自分の持つ資源を、情動的に満足できるような目標や活動に注ぎ込むようになる。こうしたモチベーションの変化は、認知の過程にも影響を及ぼす。加齢により、注意や記憶の過程で、ネガティブな情報よりもポジティブな情報を好んで取り入れるようになる（これはポジティブ効果と呼ばれている）。
年を取った人は、情動的な満足を重視する。それで、見返りがあるような親しい人との関係に、より多くの時間を費やす。年を取るにつれて、交際する範囲を選択的に狭めて、ポジティブな情動的経験を最大にして、情動的なリスクを最小にする。この理論によれば、年を取った人は、自分の社会的パートナー達が自分の情動的な必要を満たしてくれるように、自分の社会的ネットワークを大事にする。
この理論は、個人が達成しようとするゴールの種類についても焦点をあてる。知識に関係するゴールに到達するには、知識の獲得、キャリア計画、新しい社会関係の構築、その他の将来に役立つ努力を行う。情動に関係するゴールに到達するには、情動のコントロール、社会的パートナー達との情動的に喜ばしい交流、その他の今実現する利益の追求を行う。
もしある人が、自分の将来の時間が充分にあると認識するのなら、その人は、未来志向の、発展的な、知識を集めるゴールを目指すであろう。しかし、もしある人が、自分の将来の時間があまり残っていないと認識するのなら、その人は、現在指向の、情動的な、楽しさを志向するゴールを目指すであろう。この理論についての研究は、若い成人と年を取った成人を比較するように、異なった年齢集団を比較することが多い。しかし、どのようなゴールを優先するかについては、成人期の初期から少しずつ変化する過程である。重要なのは、この理論が強く主張するのは、このゴールのシフトが、年齢そのものによって引き起こされるのではなく、また時間の経過によって引き起こされるのではなく、残された時間の認識の仕方によって引き起こされるという点である。
この認識の仕方のシフトは、心理学の「短縮された未来」と呼ばれている認識の障害と、理屈においては同じである。「短縮された未来」という障害では、通常は若くて身体的に健康な人が、特に理由もなく、意識的または無意識的に、自分の生きられる時間が実際よりも短いと信じて、長期的なゴールや長期的な喜びを過小評価し、短期的なゴールや短期的な喜びを追い求め、資源を未来のためには投資しなくなり、長期的な展望を持たなくなる。

## 文化による差異
研究者らが、ノルウェー人、カソリックの修道女、アフリカ出身のアメリカ人、中国出身のアメリカ人、ヨーロッパ出身のアメリカ人を対象として調べたところ、年を取った人は、若い成人と比較して、情動のコントロールが良好であり、ネガティブな情動が少なかった。また文化は、加齢が、個人の情動生活に影響を及ぼす様子を特徴づけていた。年を取ったアメリカ人は、若い人と比較して、ネガティブな経験には重きを置かないが、このことは日本人では見られなかった。その代わりに、年を取った日本人は、若い人と比較して、ネガティブな経験の中のポジティブな部分を重視していたが、このことはアメリカ人には見られなかった。

## 文献
1. 1 2 3  Carstensen L.L. Motivation for social contact across the life span: a theory of socioemotional selectivity. Nebr Symp Motiv. 1992;40:209-54.
2. ↑  Grossmannら　"A cultural perspective on emotional experiences across the life span". Emotion 14 (4): 679